# Challenger de Asunción
El Paraguay Open es un torneo profesional de tenis. Pertenece al ATP Challenger Tour. Se juega desde el año 2024 sobre pistas de tierra batida al aire libre, en Asunción, Paraguay.

## Palmarés

### Individuales
| Año  | Campeón       | Finalista       | Resultado        |
| ---- | ------------- | --------------- | ---------------- |
| 2024 | Gustavo Heide | João Fonseca    | 7–5, 6–7(6), 6–1 |
| 2025 | Emilio Nava   | Thiago Monteiro | 7–5, 6–3         |

### Dobles
| Año  | Campeones                     | Finalistas                         | Resultado |
| ---- | ----------------------------- | ---------------------------------- | --------- |
| 2024 | Boris Arias Federico Zeballos | Gonzalo Bueno Álvaro Guillén Meza  | 6–2, 6–2  |
| 2025 | Vasil Kirkov Matías Soto      | Guillermo Durán Mariano Kestelboim | 6–3, 6–4  |